# クレット (小惑星)
クレチ (2199 Klet') は小惑星帯の小惑星である。1978年6月6日、チェコのクレチ天文台 (Hvězdárna Kleť) のアントニーン・ムルコスが発見した。
発見されたクレチ天文台と天文台のある山の名前に因んで命名された。